# Ohlertidion lundbecki
Ohlertidion lundbecki is een spinnensoort in de taxonomische indeling van de kogelspinnen (Theridiidae).
Het dier behoort tot het geslacht Ohlertidion. De wetenschappelijke naam van de soort werd voor het eerst geldig gepubliceerd in 1898 door William Sørensen.